# 謎王
『謎王』（なぞおう）は、1996年にバンダイビジュアル株式会社が発売したクイズゲーム。1人用のストーリーモード、2人用の対戦モード、2人～8人で楽しめるパーティーモードの3つで構成される。クイズ問題の監修はクイズ作家の道蔦岳史が担当。本格派のクイズと、シュールなストーリー及びキャラ造形が話題となった。
約5000問の問題が用意されており、内容も一般教養的なものから、芸能、アニメ、雑学までと幅広い。問題はジャンルに関係なく、ランダムに出題される。

## 登場人物
若者（声:伊崎寿克）、少女（声:岩男潤子）、老僧（声:高木均）、絡繰（声:辻村真人）、電爺（声:八木光生）、木人（声:大友龍三郎）、虎魔（声:梁田清之）、豚知（声:津久井教生）、瓢箪男（声:夢こま）、雷知婆（声:巴菁子）、紅童（声:石川寛美）、ピエロ（声:馬場澄江）、桃色帝（声:仲村美緒）、申王（声:野村真弓）

## 使用されるクイズ形式
このゲームでは、以下のクイズ形式が用意されている。ストーリーが進むにつれて次第にクイズ形式の難度が高くなる。
1. ○×クイズ
  - 問題文を読み、それが正しいと思うなら○のボタンを、誤りであると思うなら×のボタンを押して解答する。
2. 択一クイズ
  - 問題文と選択肢が提示されるので、正解だと思う選択肢を上下キーで選択し、○ボタンを押して解答する。
3. 並べ替えクイズ
  - 問題文と選択肢が提示されるので、選択肢を「問題文の指定どおりの順番」になるよう選び、全ての選択肢で○ボタンを押して解答する。
4. 早押しクイズ
  - 問題文が少しずつ見えてくるので、「ここまで見れば答えられる」と思った瞬間に、○ボタンを押す。ボタンを押した後、選択肢が現れるので、択一クイズと同様にして正しいと思う選択肢を選び、○ボタンを押して解答する。この形式のみ対戦相手がいるので、その者よりも早く○ボタンを押さなければ、解答権を得ることはできない。

## ストーリーモード

### ストーリーモードのプロローグ
「知の国」と呼ばれる場所に、修行者が「知の問答」、すなわちクイズを修行する場があった。そこで、導師は修行者達にクイズを通して、「知の喜び」を教えていた。しかし、あるとき導師を破らんとする者が現れた。導師はその者の卑怯な手段で敗れ去り、命を落とした。その卑怯者は、システムを悪用して「謎王国」を作り上げ、やがて「謎王」を名乗るようになった。もとからそこにいた者たちは、かすかな「知の喜び」以外の記憶を消されて追放された。捨てられた者たちは、「知の喜び」を求めて謎王国へ入っていったが、彼らはもはや「謎王国のエネルギー」以外のなにものでもない扱いを受け、再び追放される、そんなことが繰り返されていた。そして今日も、一人の「若者」が謎王国へ入っていこうとしていた……。主人公も記憶を失っている。旅の中で謎王国に立ち寄ると、そこにいる人々は王国の圧政に苦しんでいた。苦しむ人々の主ではあるが、主人公は謎王打倒に立ち上がる事になる。

### ストーリーモードの展開
このゲームは、以下の順序で進めていくことになる。
1. 謎王国への入国
2. 8つの房の制覇
3. 謎塔の制覇

### 謎王国への入国
謎王国に入るためには、入り口にいる瓢箪男からのクイズをクリアしなければならない。なお、クリアに失敗しても、何度でもやり直すことができる。
- 使用される形式：○×クイズ

1問につき与えられる考慮時間は5秒。10問が経過する前に、7問正解できればクリア。

### 8つの房の制覇
謎塔に入るためには、8つの房をクリアし、各房の主から「印」を集めなければならない。どの房からクリアしていくかは、各自で決めることができる。また、各房で負けても、何度でもやり直しが可能である。
1. 雷知房
  - 使用される形式：○×クイズ

1問につき与えられる考慮時間は5秒。20問中15問正解でクリア。
2. 木流房
  - 使用される形式：択一クイズ（3択）

1問につき与えられる考慮時間は10秒。3回間違える前に、7問正解できればクリア。
3. 申智房
  - 使用される形式：並べ替えクイズ（選択肢は4つ）
  - 1問につき与えられる考慮時間は20秒。5回間違える前に、5問正解できればクリア。
4. 獣覚房
  - 使用される形式：早押しクイズ
  - 解答権を得てから、答えるまでに与えられる考慮時間は5秒。7問正解できればクリア。
  - 誤答は4回まで許されるが、5回目で自動的に負けとなる。また、相手が先に7問正解した場合も負け。
5. 桃泉房
  - 使用される形式：択一クイズ（3択）
  - 1問につき与えられる考慮時間は15秒。50問出題されるが、クリアに必要な正解数は明らかにされない。
6. 電心房
  - 使用される形式：択一クイズ（4択）
  - 1問につき与えられる考慮時間は15秒。5回間違える前に、10問正解できればクリア。
7. 水呆房
  - 使用される形式：並べ替えクイズ（選択肢は3つ）
  - 1問につき与えられる考慮時間は15秒。5回間違える前に、8問正解できればクリア。
8. 紅儒房
  - 使用される形式：早押しクイズ
  - 解答権を得てから、答えるまでに与えられる考慮時間は5秒。7問正解できればクリア。
  - 誤答は「相手の正解」扱いとなる。相手が先に7問正解した場合は負け。

#### 房制覇において使えるアイテム
3つのアイテムを使用することで、クリアがしやすくなる。これらのアイテムは、挑戦する房を選ぶ画面のときに△ボタンを押すことで登場する、ピエロから提示されるミニゲームをクリアすることで、何個でも取り直すことができる。
1. 知恵玉
「房の再挑戦」の際、余計なムービーをスキップして、即やり直しができる。持てる数は6個まで。
2. 珊瑚
与えられる考慮時間を延長することができる。持てる数は3個まで。
3. 茸
房のクリアのノルマを減らすことが出来る。持てる数は3個まで。

ピエロから提示されるミニゲームは5つあり、プレイヤーは自由に選ぶことができる。一定の得点を取ると、1～3個のアイテムを貰える。「どのアイテムを何個もらうか」は、プレイヤーの自由である。ただし、各アイテムの保持数の限界を超えてアイテムを貰うことはできない。
1. 落
  - コラムスに似たルールのパズルゲームである。制限時間はない。
  - 上から落ちてくる6種類のブロックを並べていく。縦・横・斜めの一直線上に3つ以上同じ種類のブロックを並べることができれば、それらのブロックを消すことができる。
  - ブロックが上まで積み上がってしまった時点で終了。
2. 叩
  - モグラ叩きとほぼ同じルールのアクションゲームである。制限時間は60秒。
  - 標的となるモンスターをできるだけたくさん叩く。モンスターが出てくる穴は全部で8つあり、○、×、△、□、十字キーの各ボタンに対応している。
  - 「白い蛇」を叩くと減点される。
3. 憶
  - コンピューターが指定してくる順番どおりにボタンを押す、記憶力が問われるゲームである。
  - 使用するボタンは、○、×、△、□の4つ。
  - 1問につき、プレイヤーに与えられる制限時間は30秒、解答権は3回与えられる。
  - 制限時間内に正解できないか、3回間違えた時点で終了。
4. 撃
  - スペースインベーダーに近いルールのシューティングゲームである。制限時間はない。
  - 自機を左右に動かし、敵を打ち落とし続ける。敵の弾に当たるか、敵を特定のライン内に侵入させてしまったら終了。
  - 自機の弾は、○ボタンを押し続ければ連射可能なので、○ボタンを連打する必要はない。
5. 獲
  - アクションの要素を持つパズルゲームである。制限時間は60秒。
  - 画面の上から、「目」「鼻」「耳」「口」「眉」の5つのブロックが降ってくるので、それを「コンピュータが指示した順番」に取ることが出来れば1ポイント獲得。制限時間が過ぎる前に5ポイント取れれば、その時点で終了となり、アイテムを3つ獲得できる。
  - 誤ったブロックを取ってしまうと、今まで獲得してきたブロックは無効となる。新たな「コンピュータの指示」に従って、ブロックを取り直さなければならない。

「アイテムに頼ることができなくなる」という個性的なCGムービーと、難しい最終問題には拒否反応を示す人の姿もありそうだ、という評価が上げられている。

### 謎塔の制覇
ここからは、アイテムに頼ることが一切できなくなる。また、「謎鬼」「ようぎ」に負けた場合及び「ようぎ」に勝った場合に、エンディング（マルチエンディング）が始まる。
1. 絡繰房
  - 使用される形式：早押しクイズ
  - 解答権を得てから、答えるまでに与えられる考慮時間は5秒。
  - 相手が3問正解するか、自分が2回誤答する前に3問正解できれば1人抜き。7人クリアできれば、次のエリアへ進める。
  - 負けた回数が4回以上になると、自動的に「この勝負全体で負け」となる。しかし、特に何のペナルティもなく、何回でも挑戦できる。
2. 謎王
  - 使用されるクイズ形式：択一クイズ（5択）
  - 考慮時間は無制限。5回間違える前に「5問連続正解」を達成すれば、次のエリアへ進める。
  - やり直しの際、ペナルティは一切ない。
3. 謎鬼
  - 使用されるクイズ形式：早押しクイズ
  - 解答権を得てから、答えるまでに与えられる考慮時間は5秒。10問正解でクリア。
  - 誤答は、その1問に関してのみ解答権が無くなる。相手に先に10問正解されてしまうと、負け。
4. ようぎ
  - 使用されるクイズ形式：択一クイズ（3択）
  - 考慮時間は無制限。1回も誤答することなく、10問正解すればクリア。
  - ここをクリアした後に流れるエンディングを見たあと、プレイヤーのイニシャルを入力するよう求められる。入力後にアルファベットが4文字表示される。この文字列と自身の情報などを発売元に送ると、先着300名までに景品がもらえた。

## 対戦モード
このモードでは、コントローラーを2つ使うことで、早押し3択クイズでの2人対戦が可能である。コンピューターとの対戦はできない。3つのルールが用意されているので、その中のひとつを選んでプレイする。なお、全てのルールで「10問正解」が勝利条件に設定されているので、ここでは「自分が誤答したときにどうなるか」を記述する。
1. 獣覚房ルール
  - 4回目までの誤答は、一切ペナルティがない。5回目の誤答で、自動的に相手の勝ちとなる。
2. 紅儒房ルール
  - 1回誤答するごとに、「相手がその問題に正解した」という扱いとなる。
3. 絡繰房ルール
  - 「自分が誤答」かつ「考慮時間中に相手が○ボタンを押した」という条件が揃うと、相手に解答権が移る。この際、問題文は「○ボタンが押されたときの状態」から変化しないので、相手も問題文の先が読めない（あるいは想像せざるを得ない）状態で解答することになる。この状態で相手が正解できれば、「相手が1問正解した」という扱いになる。
  - 自分、相手ともに、いかなるケースであっても、誤答したことによる「自身の減点、誤答数」に関するペナルティはない。

## パーティーモード
このモードは、「プレイステーションで出来る早押しクイズ用機材」を提供しているモードである。謎王のソフトからの出題は一切されないので、「出題者・正誤判定役」として問題を用意する人間が必要である。なお、取扱説明書の巻末には、参考としてサンプルクイズ問題が40問掲載されている。

### 必要な機材
2人で「片方が出題者、もう片方が解答者」という場合
単にコントローラーを2つ用意するだけでよい。
2人及び3人が解答者になる場合
マルチタップをコントローラー端子1に接続し、必要な数（出題者用、解答者の人数分）だけコントローラーをマルチタップに接続する。この際、最初に、出題者用のコントローラーを、マルチタップ側のコントローラー端子Aにマルチタップに接続してから他のコントローラーを接続しなければならない。
4人以上7人以下が解答者になる場合
マルチタップを2つ用意し、コントローラー端子1・2の両方に接続する。また、必要な数だけコントローラーが必要である（2人及び3人が解答者になる場合参照）。この際、マルチタップ側の端子Aにコントローラーを接続してから他のコントローラーを接続しなければならない。
コントローラー端子1に接続されたコントローラー、もしくは「コントローラー端子1に接続したマルチタップ」の端子Aに接続されたコントローラーが「クイズマスター用のコントローラー」となり、「正誤判定」「点数表示の誤りを直す」といった操作が可能になる。

### ルールの設定
コントローラーの接続が終わったら、細かいルールを設定する。設定すべき事柄は次のとおりである。
- 正解時の得点
  - 1点から100点までの間で1点刻みで設定できる。
- 不正解時の減点
  - なし、1点以上300点以下（1点刻みで設定可能）、0点に戻る、の3つからひとつを選ぶ。
- 不正解ペナルティ
  - なし、1問休みから6問休み（1問刻みで設定可能）、のどちらかを選ぶ。
- お手つきカウント
  - 「なし」に設定すると、特に何も表示されない。
  - 「あり」に設定すると、「そのプレイヤーが何問誤答したか」を数えさせることができる。99回まではカウントされるが、それ以降はカウントされず99という表示のままになる。
- 優勝ライン
  - 「なし」にするか、1点以上999点以下の1点刻みで設定できる。
  - 優勝ラインの点数を超えたプレイヤーの点数欄には、その点数に到達した順の順位が表示される。
- 失格設定
  - なし、マイナス1点以下マイナス999点以上（1点刻みで設定可能）、お手つきの回数（1回から99回まで、1回刻みで設定可能）、の3つからひとつを選ぶ
  - 失格となったプレイヤーの点数欄には「失格」という文字が表示される。
- 回答権
  - ひとつの問題につき、何人まで答させるかを設定する。1人以上「参加者数」以下で設定可能。
  - パネルクイズ アタック25、アメリカ横断ウルトラクイズのような形式にしたい場合は「1人」、クイズ!ヘキサゴンIIの行列早抜けリレークイズのような形式にしたい場合は「参加者数」と同じ数に設定することで、それに近い形式を再現できる。

#### デフォルトで入っているルール設定
詳細な設定が面倒な場合は、「謎王」が提供する、以下のルールをそのまま設定してしまうこともできる。
1. 史上最強モード
  - 「史上最強のクイズ王決定戦」でよく使われていたルールをできるだけ再現している。
    - 正解時の得点は1点
    - 不正解時の減点は「なし」
    - 不正解ペナルティはなし
    - お手つきカウントはあり
    - 優勝ラインは7点
    - 失格設定はお手つき3回
    - 回答権は1人
2. アップダウンモード
  - 「アップダウンクイズ」で使われていたルールをできるだけ再現している。
    - 正解時の得点は1点
    - 不正解時の減点は「0点に戻る」
    - 不正解ペナルティはなし
    - お手つきカウントはあり
    - 優勝ラインは10点
    - 失格設定は「なし」
    - 回答権は1人
3. グランプリモード
  - 「クイズグランプリ」で使われていたルールをできるだけ再現している。
    - 正解時の得点は10点
    - 不正解時の減点は30点
    - 不正解ペナルティはなし
    - お手つきカウントはなし
    - 優勝ラインはなし
    - 失格設定はなし
    - 回答権は2人
4. ウルトラモード
  - 「アメリカ横断ウルトラクイズ」でよく使われていたルールをできるだけ再現している。
    - 正解時の得点は1点
    - 不正解時の減点は1点
    - 不正解ペナルティはなし
    - お手つきカウントはなし
    - 優勝ラインは5点
    - 失格設定はなし
    - 回答権は1人
5. アタックモード
  - 「パネルクイズ アタック25」で使われているルールをできるだけ再現している。
    - 正解時の得点は10点
    - 不正解時の減点は「なし」
    - 不正解ペナルティは「2問休み」
    - お手つきカウントはなし
    - 優勝ラインはなし
    - 失格設定はなし
    - 回答権は1人
6. 超シンプルモード
  - 各種設定が一切できない。「単なる早押しクイズ」をただひたすらやるためのモード。
7. フリー設定モード
  - 上記の設定では物足りない場合、このモードで各種設定を細かく調整できる。

史上最強モード、アップダウンモード、グランプリモード、ウルトラモード、アタックモードの5つは、あくまで「ルールの例」として設定がなされているだけであり、これらのモードを選んだ後に表示される各種設定を、自身の手でアレンジすることも可能である。

## 評価
ファミ通クロスレビューでは8、7、7、7の29点。レビュアーはクイズのジャンルが幅広く問題数も多い、出題パターンも多い、対戦もルールも多い、ミニゲームでアイテムを増やせるのがいい、CGが秀逸、世界観が独特で好みが分かれるかもしれないがハイセンスとした他、難易度については難しすぎず易しすぎずとした者と高難易度とした者で分かれた。また、Best Picks of This Weekではレビュアー4人中2人が本作を挙げた。